# Bezpečnostně zaměřený operační systém
Bezpečnostně zaměřený operační systém (anglicky Security-focused operating system je v informatice volně používané označení operačního systému, který dbá na zlepšení počítačové bezpečnosti. Operační systémy, které vyhověly určitým konkrétním požadavkům a byly certifikovány, označujeme jako bezpečnostně ohodnocený operační systém (anglicky Security-evaluated operating system). Standard definovaný na vládní úrovni, který poskytuje dostatečnou podporu pro víceúrovňové zabezpečení a evidenci požadavků, se nazývá Důvěryhodný operační systém (anglicky Trusted operating system).

## Bezpečnostně zaměřené operační systémy
Slovní spojení „bezpečnostně zaměřený“ chápeme tak, že hlavním cílem je zvýšení bezpečnosti jako takové, protože něco může být bezpečné, aniž by to bylo „bezpečnostně zaměřené“. Téměř všechny zde uvedené operační systémy ve svém životě prošly nějakými bezpečnostními opravami. Nicméně všechny se soustavně snaží přistupovat ke všem obecným bezpečnostním chybám obsažených v jejich konstrukci s novými nápady ve snaze vytvořit bezpečné pracovní prostředí.
Následuje abecední seznam operačních systémů se zaměřením na počítačovou bezpečnost. Umístění v seznamu nevyjadřuje žádnou skutečnost.

### BSD
BSD je odvozenina Unixu distribuovaná Kalifornskou Univerzitou v Berkeley. Všechny systémy odvozené od operačního systému BSD jsou vydávány v souladu s podmínkami stylu BSD licence. Existuje několik variant BSD, ale jen jedna je přísně zaměřená na bezpečnost.

#### OpenBSD
OpenBSD je open source BSD operační systém, který je znám tím, že je zaměřen na vysokou bezpečnost. Tento projekt podstoupil důkladnou manuální revizi zdrojového kódu a řeší závady, které v ostatních systémech řešeny nejsou. OpenBSD také nabízí spustitelný systém ochrany známý jako W^X, stejně tak i zkompilovaný spustitelný základ rozšíření ProPolice.

#### TrustedBSD
TrustedBSD je podmnožina projektu FreeBSD navržená na přidávání důvěryhodných rozšíření operačního systému se zaměřením na Common Criteria for Information Technology Security Evaluation.
Hlavním cílem TrustedBSD je práce na Access Control Listech, auditování událostí, … a mandatorní kontrole přístupu. Součástí TrustedBSD projektu je i port Flask/TE implementace NSA v SELinuxu.
Velké množství těchto důvěryhodných rozšíření, bylo integrováno do základu FreeBSD od verze 5.x.

### Linux
Linux jako takový je sám o sobě bezpečnostně zaměřený, nicméně velké množství distribucí a projektů se ho pokouší učinit ještě více bezpečným.

#### Annvix
Annvix byl vytvořen jako odvětví Mandriva linuxu, určené spíše pro bezpečnostně zaměřený server.

#### EnGarde Secure Linux
EnGarde Secure Linux je bezpečnostní platforma navržená pro servery, založená na Fedora Core systému.

#### Fedora
Fedora je linuxová distribuce založená na balíčkovacím systému RPM, vyvíjená komunitou vývojářů okolo Fedora Project, sponzorovaného společností Red Hat, od jejíž distribuce se projekt oddělil.

#### Hardened Gentoo
Hardened Gentoo je podprojekt projektu Gentoo Linux, rozšířený o prvky zlepšující jeho bezpečnost.
- Hardened Linux
- Immunix
- Openwall Project
- Red Hat Enterprise Linux
- Ubuntu

### Solaris
- Trusted Solaris
- Solaris 10 and trusted functionality

### Object-Capability systems
- L4
  - seL4 - svobodný operační systém typu mikrojádro
- EROS
  - Coyotos
- KeyKOS
- CapROS